# Otevřený přístup
Otevřený přístup (anglicky open access, OA) je modelem vědecké komunikace, který zajišťuje trvalý, okamžitý a bezplatný přístup k výsledkům vědy a výzkumu na Internetu

## Charakteristiky open access přístupu
- okamžitý – přístup k výsledkům má být zajištěn nejpozději ve chvíli, kdy je publikovaný (případně i před publikací – např. v preprintovém repozitáři), jde o přístup bez časového embarga
- bezplatný – přístup k výsledkům má být dostupný zdarma pro koncové uživatele
- trvalý – přístup má být zajištěn dlouhodobě – výsledky musí být archivovány
- svobodný – výsledky nemají být dostupné pouze ke čtení, ale měly by být zveřejněny tak, aby mohly být opětovně využité

## Cesty otevřeného přístupu
Existuje šest základních cest otevřeného přístupu pojmenovaných podle barev – zlatá, zelená, hybridní, bronzová, diamantová/ platinová a černá.

### Zlatá cesta
Zlatý cesta OA umožňuje volný a trvalý přístup ke konečné verzi článku pro všechny, a to ihned po zveřejnění. Autorská práva k článku zůstávají autorům a odpadá většina překážek spojených s povolením. Články Gold OA mohou být publikovány buď zcela v OA časopisech (kde je celý obsah publikován jako OA), nebo v hybridních časopisech. Jinými slovy tyto články s otevřeným přístupem jsou licencovány pod licencí Creative Commons (CC), což znamená, že je lze volně šířit a sdílet, aby na jejich základě mohli další lidé vytvářet vlastní díla.
"To, že časopis nabízí volný přístup k obsahu, neznamená, že je otevřený. Jak bylo popsáno výše, Gold OA umožňuje také opakované použití díla, pokud jsou autoři uvedeni a citováni, protože si zachovávají autorská práva. Pouhé umožnění čtení obsahu každému, kdo má připojení k internetu, nepředstavuje zlatý OA."

#### Plně otevřený časopis
Výhodou časopisů s otevřeným přístupem je, že jsou volně přístupné komukoli - kdokoli může najít články s otevřeným přístupem na internetu a stáhnout si je z webových stránek časopisu nebo z webových stránek vydavatele. Heslo je více rozvedeno v samostatném článku Otevřený časopis. Přehled časopisů a článků s otevřeným přístupem naleznete v Directory of Open Access Journals (DOAJ).

### Hybridní časopis
Jedná se o časopisy založené na předplatném, které nabízejí i možnost OA. Autoři si mohou zvolit jednu z možností. Na počátku hybridního otevřeného přístupu některé univerzity, výzkumná centra, nadace a vládní agentury vyčlenily finanční prostředky na úhradu publikačních poplatků zpoplatněných časopisů s otevřeným přístupem, včetně hybridních. S rostoucí kritikou hybridního přístupu však značná část těchto fondů (40%) APC v hybridních časopisech proplácí, včetně Harvardovy univerzity, CERNu, Deutsche Forschungsgemeinschaft, Kolumbijské univerzity a Norské rady pro výzkum. Evropská komise rovněž oznámila, že rámcový program Horizon Europe nebude hradit náklady na APC v hybridních časopisech. Science Europe vytvořila koalici evropských poskytovatelů finančních prostředků na výzkum (cOAlition S), kteří výslovně vyloučili proplácení APC v hybridních časopisech od roku 2020 s výslovným cílem podpořit rychlejší přechod na plně otevřený přístup.

### Diamond/Platinum cesta

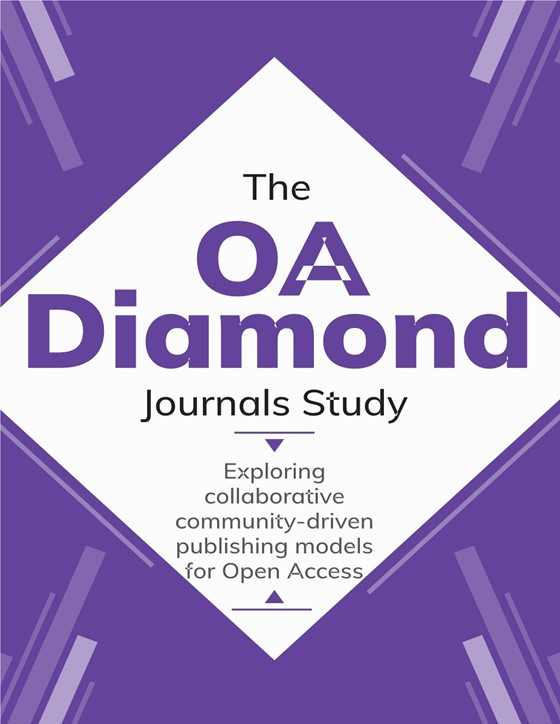
Cover OA Diamond Study

Platinové (známé také jako sponzorované nebo diamantové) časopisy s otevřeným přístupem umožňují okamžitý přístup k obsahu časopisu bez placení předplatného nebo licence. Autoři neplatí žádný poplatek za zveřejnění článku a veškeré náklady na vydávání časopisu hradí jedna nebo více sponzorujících organizací.
V roce 2013 publikovali Fuchs a Sandoval jednu z prvních systematických definic diamantového otevřeného přístupu: Tato definice je spojena s kontroverzním postojem vůči vedoucímu směru zlatého otevřeného přístupu: "Diamantový otevřený přístup, neziskové, nekomerční organizace, sdružení nebo sítě publikují materiál, který je zpřístupněn online v digitálním formátu, je pro čtenáře a autory zdarma a neumožňuje komerční a výdělečné opětovné použití. Argumentujeme pro rozlišení pojmu Gold Open Access Publishing, protože Suber a další směšují kvalitativně odlišné modely, tj. ziskové a neziskové, do jedné kategorie, zatímco jiní, zejména tvůrci politik, na neziskové modely, které nepoužívají autorské ani čtenářské poplatky, jednoduše zapomínají nebo je vylučují." Debata o vztahu mezi "diamantovými"/"platinovými" publikacemi s otevřeným přístupem a "zlatým" otevřeným přístupem se nevyřešila a zůstává předmětem sporů v roce 2021, a to i po zveřejnění studie OA Diamond Study".Martin Paul Eve sice studii oceňuje, ale diamantový otevřený přístup stále považuje za "chybu".
Časopisy s otevřeným přístupem Diamond tvoří 73 % časopisů registrovaných v Directory of Open Access Journals s 10 194 záznamy z celkového počtu 14 020 v září 2020. Již v roce 2013 bylo konstatováno, že co do počtu jednotlivých časopisů je diamantový otevřený přístup hlavní formou publikování s otevřeným přístupem: "Diamantový otevřený přístup není jen myšlenkou, ale spíše, jak ukazují empirické údaje uvedené v tomto článku, dominantní realitou otevřeného přístupu."

#### Publikační poplatek (Article processing charge)
Vzhledem k tomu, že v každé fázi publikačního procesu vznikají náklady, od administrace recenzního řízení až po kopírování a hostování konečného článku na specializovaných serverech, jsou autoři požádáni o zaplacení poplatku za zpracování článku (APC), aby mohl být jejich článek zveřejněn v režimu otevřeného přístupu pod licencí Creative Commons.
Publikační poplatky jsou rozděleny do tří kategorií na základě typu vědeckých časopisů - časopisy s předplatným, plně otevřené časopisy a hybridní časopisy.
- Časopisy s předplatným - autorům nevznikají náklady na publikování článku. Předplatné obvykle platí knihovny, potažmo výzkumníci, kteří jsou spjati s danou institucí. Pro instituce v rozvojových zemí a těch s přechodovou ekonomikou vyjednala EIFL bezplatný nebo zvýhodněný přístup k předplatnému.

- Hybridní časopisy - autor se může rozhodnout, zda zaplatí APC a jeho článek bude publikován v OA přístupu nebo nezaplatí a jeho článek se objeví v placené sekci v časopise s předplatným. Někteří vydavatelé nenabízejí prominutí poplatků a slevy pro výzkumné pracovníky z rozvojových zemí, kteří publikují v hybridních časopisech. Výjimkou je Oxford University Press (OUP), který nabízí prominutí a slevu na APC pro autory z rozvojových zemí, kteří publikují v hybridních časopisech OUP.
- Časopisy s otevřeným přístupem

Někteří vydavatelé opouštějí od poplatků nebo nabízejí slevy pro výzkumné pracovníky z rozvojových zemí. Instituce nabízející slevy nebo výjimky z ACP jsou např.: Cambridge University Press, Oxford University Press, SAGE, Taylor and Francis and Wiley. Z výsledku studie z roku 2016 vyšlo, že z 12 060 časopisů publikující články s otevřeným přístupem neúčtuje poplatky za zveřejnění článků 7 786 časopisů, tj. 65% z celkového množství za daný rok (2016).
Poplatky nemusejí být placeny přímo vědci, ale mohou být financovány z výzkumných grantů nebo podporujících organizací. Například The Royal Society nabízí institucím "open access předplatné", díky kterému jsou financovány slevy až 25% na ACP pro vědce.
| Země      | Founders                                                                     | Instituce | Program     |
| --------- | ---------------------------------------------------------------------------- | --- | ----------- |
| Evropa    | Evropská unie, Evropská rada pro výzkum                                      | | Horizon2020 |
| Německo   | European Molecular Biology Laboratory, EMBL, German Research Foundation, DFG | Albert-Ludwigs University of Freiburg, Kaiserslautern University of Technology                                                  |             |
| Švýcarsko | Swiss National Science Foundation, SNSF / SNF / FNS                          | Swiss Federal Institute of Technology in Lausanne, EPFL; European Organization for Nuclear Research, CERN; University of Geneva |             |
| Finsko    | Academy of Finland                                                           | University of Eastern Finland                                                                                                   |             |
| Itálie    | Italian Association for Cancer Research                                      | Free University of Bozen |             |
| Litva     | Research Council of Lithuania, RCL                                           | |             |
| UK        | Alzheimer's Research UK; Chief Scientist Office, CSO; Marie Curie            | Institute of Education, University College London, IOE; MRC Centre Cambridge; University of Cambridge                           |             |

V analýze trendů publikačních poplatků na DOAJ z dat k 5.1.2021 lze analyzovat také dalších ovlivňujících faktory: typ vydavatele, předmět časopisu, země vydání atd. V probíhajícím výzkumu SKC Morrison a výzkumný tým (Morrison & al., 2021) zkoumali APC podle typu vydavatele (vláda, institut, nezisková organizace, nezávislý, společnost nebo instituce, univerzitní tisk, komerční, společnost, univerzita) podle údajů DOAJ v roce 2019. Výsledkem bylo, že nejvýznamnější počet časopisů bez poplatků vydávaly univerzity (7 857, 75 % z celkového počtu 10 463 časopisů bez poplatků), na druhém místě byli vydavatelé z řad společností (1 414). Komerční vydavatelé vynikali tím, že měli mnohem více zpoplatněných časopisů než časopisů bez poplatků (1 575 vs. 275). V kombinaci s naší studií lze spekulovat, že většina malých vydavatelů DOAJ jsou univerzitní nebo spolková vydavatelství s tendencí vydávat bez poplatků. Dle analýzy se dá říci, že "čím větší časopis, tím vyšší publikační poplatek".
Pro představu poplatků APC České republiky za rok 2020 lze uvést, že se jednalo o 360 článků v hodnotě €807.832. Nejvyšší množství článku se objevilo nebo bylo z časopisů International Journal of Molecular Sciences (24) a Scientific Reports (19). Karlova univerzita se umístila ve stejném roce v množství článků, na kterých zaplatila ACP, na 10. místě z celého světa. Průměrná částka ACP činila € 1.882.

### Zelená cesta otevřeného přístupu
Zelená OA, označovaná také jako samoarchivace, je postup, kdy autor umístí svou verzi rukopisu do repozitáře a zpřístupní ji tak volně všem. Verze, kterou lze do repozitáře uložit, závisí na poskytovateli financování nebo vydavateli. Na rozdíl od Zlaté cesty OA má autorská práva k těmto článkům obvykle vydavatel titulu nebo společnost s ním spojená a existují omezení, pokud jde o způsob, jakým lze dílo znovu použít. Existují individuální zásady samoarchivace podle časopisu nebo vydavatele, které určují podmínky, např. jaká verze článku může být použita a kdy může být článek otevřen v repozitáři (také se tomu říká období embarga). Seznam zásad autoarchivace vydavatelů lze nalézt v databázi SHERPA/RoMEO Archivováno 1. 6. 2022 na Wayback Machine.. Autor žádné APC v tomto případě neplatí.
Implementací politik otevřeného přístupu bývá nejčastěji pověřena knihovna, která případně z vlastní iniciativy vykonává činnosti související s provozem institucionálního repozitáře, vykazováním publikační činnosti a propagací otevřeného přístupu.

## Historie a současný stav Open Access
Samotný termín "otevřený přístup", koncept odkazující na neomezený online přístup k vědeckému výzkumu určený především pro články v odborných časopisech, byl poprvé formulován ve třech veřejných prohlášeních:
1. Budapešťská iniciativa pro otevřený přístup, únor 2002.[15]
2. Bethesda Statement on Open Access Publishing, červen 2003.[16]
3. Berlínská deklarace o otevřeném přístupu ke znalostem v přírodních a humanitních vědách, říjen 2003.[17]

Jedním z prvních zastánců modelu "vydavatel platí poplatky" byl fyzik Leó Szilárd. Aby pomohl zastavit záplavu nekvalitních publikací, navrhl ve 40. letech 20. století žertem, aby každý vědec dostal na začátku své kariéry 100 poukázek na zaplacení svých článků.
Moderní hnutí za otevřený přístup má svou historii přinejmenším od 50. let 20. století, kdy Letteristická internacionála (LI) umístila do veřejného vlastnictví vše, co vyšlo v jejím časopise Potlatch. Když se LI sloučila do Situacionistické internacionály, Guy Debord napsal Patricku Straramovi: "Veškerý materiál publikovaný Situacionistickou internacionálou je v zásadě použitelný pro každého, a to i bez uznání, bez zaujetí literárním vlastnictvím". To mělo usnadnit "détournement"(využití díla tak, aby odkazovalo na signifikantní prvky původního díla) Ten se stal mnohem výraznějším v devadesátých letech s nástupem digitálního věku. S rozšířením internetu a možností bezplatně kopírovat a šířit elektronická data získaly argumenty pro otevřený přístup nový význam.

## Definice Open Access

### Gratis Open Access
Termín používaný pro označení obsahu, který je zdarma ke čtení, ale bez dalších oprávnění k dalšímu šíření, opakovanému použití nebo úpravám. Gratis OA není bez autorských nebo licenčních omezení. Uživatelé se musí buď omezit na spravedlivé použití, nebo požádat o povolení.

### Libre Open Access
Praxe bezplatného zpřístupnění díla online a odstranění alespoň některých překážek pro získání povolení. Libre open access je bezplatný a výslovně povoluje použití nad rámec fair use. Obvykle se udělují prostřednictvím licence Creative Commons (CC).